# Krzywicze (obwód rówieński)
Krzywicze (ukr. Кривичі) – wieś na Ukrainie, w rejonie rówieńskim obwodu rówieńskiego, na Wołyniu.
Pod koniec XVIII w. na polu we wsi przy orce znaleziono złote ucho od naczynia, które chłop sprzedał Żydowi w Ołyce. Pod koniec XIX w. własność Urbana Bogusza.
W okolicach tej miejscowości w 1920 rozgrywała się bitwa pod Równem.

## Bibliografia

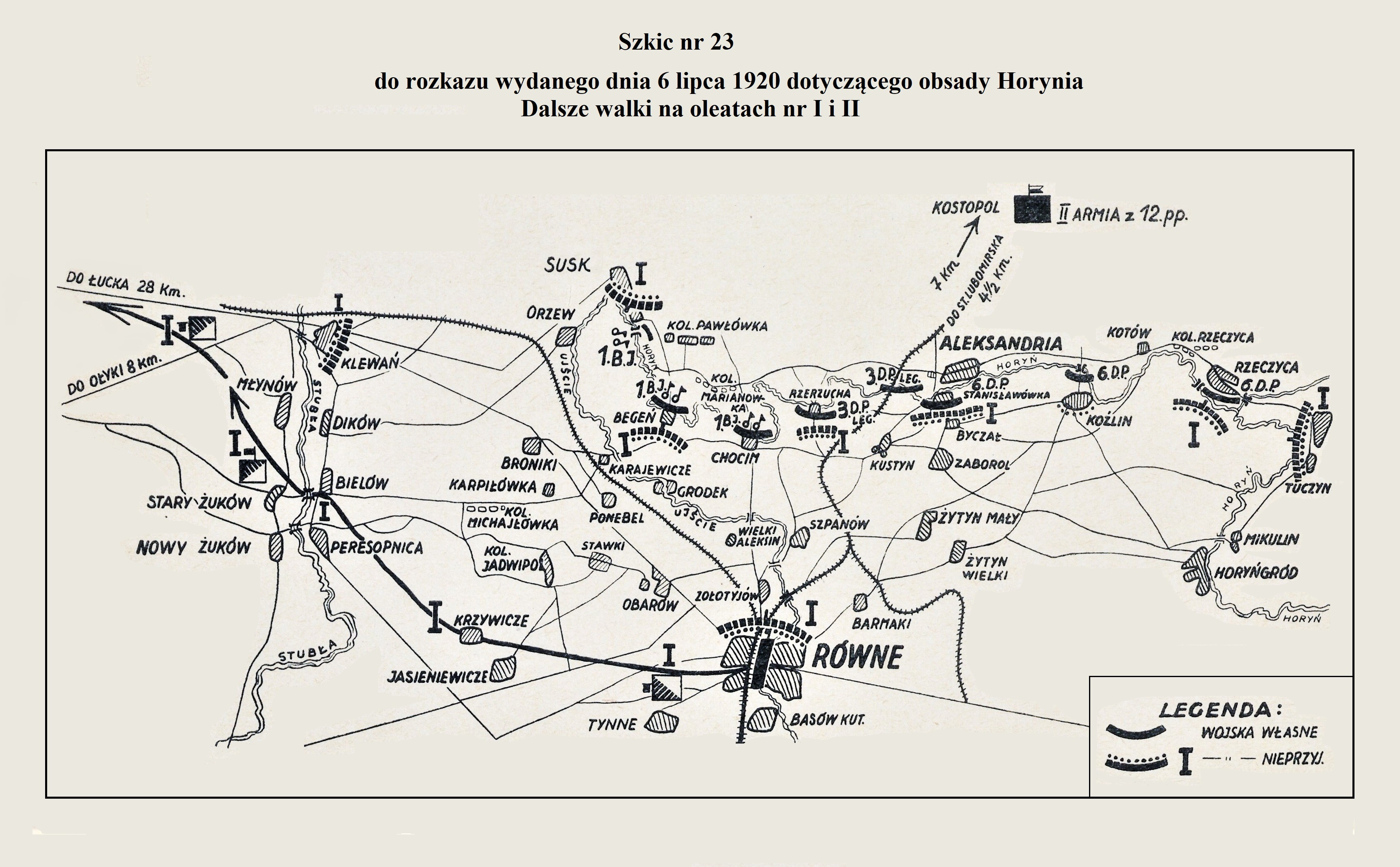
Gen. Kazimierz Raszewski, Wspomnienia z własnych przeżyć do końca roku 1920